# Tridentella recava
Tridentella recava là một loài chân đều trong họ Tridentellidae. Loài này được Bowman miêu tả khoa học năm 1986.